# لان، ان
لان، ان (به فرانسوی: Lent) یک کمون در فرانسه است که در Canton of Péronnas واقع شده‌است.

## خصوصیات
لان ۳۱٫۴۸ کیلومترمربع مساحت و ۱٬۲۶۶ نفر جمعیت دارد و ۲۵۰ متر بالاتر از سطح دریا واقع شده‌است.